# ФК Напредак Марковац
ФК Напредак Марковац је српски фудбалски клуб из Марковца, општина Велика Плана. Тренутно се такмичи у Српској лиги Запад.

## Историја
Клуб је основан 1935. године. Боја клуба је плава.

## Познатији играчи
- Дејан Видић
- Немања Томић